# Lars Gustafsson

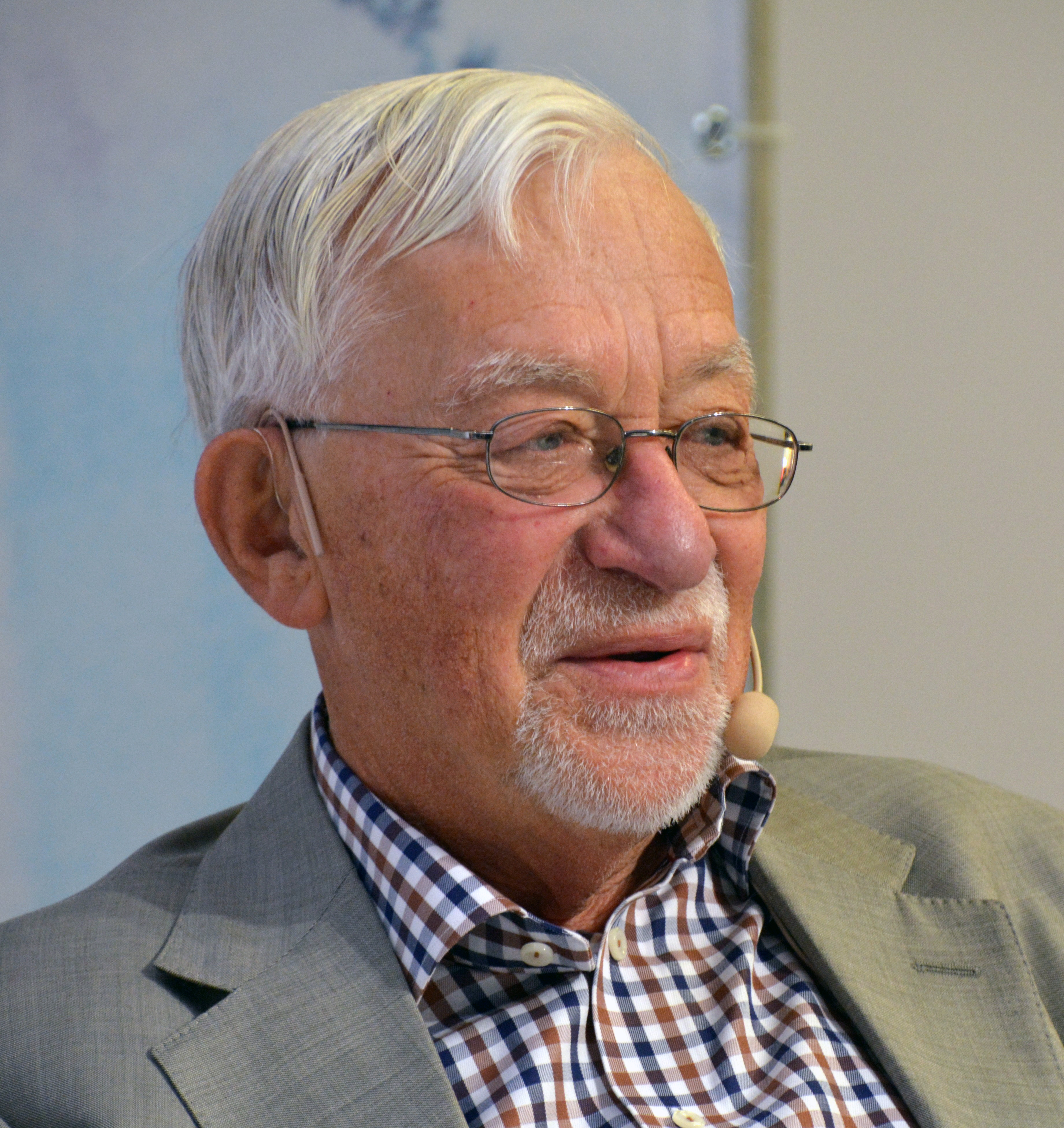
Lars Gustafsson (2015)

Lars Gustafsson (* 17. Mai 1936 in Västerås; † 3. April 2016 in Stockholm) war ein schwedischer Schriftsteller und Philosoph.

## Leben
Lars Gustafsson studierte Literatur, Philosophie und Soziologie an den Universitäten von Uppsala/Schweden und Oxford. Seit den 1960er Jahren trat er als Lyriker, Philosoph und Romancier in Erscheinung. Neben seinem literarischen Schaffen war er von 1962 bis 1972 Chefredakteur der renommierten Literaturzeitschrift Bonniers Litterära Magasin. Schon bald knüpfte er internationale Kontakte, auch in der Welt der Literatur, z. B. zur deutschen Autorengemeinschaft Gruppe 47.
Durch ein DAAD-Stipendium für einen einjährigen Arbeitsaufenthalt in West-Berlin gelangte er 1972 nach Deutschland, wo er für zwei Jahre lebte. In diese Zeit fielen ausgedehnte Reisen, u. a. nach Australien, Singapur, Tokio, Israel und in die USA. 1961 wurde er im Fach Theoretische Philosophie promoviert. Nach Veröffentlichung seines akademischen Werkes Sprache und Lüge, einer Auseinandersetzung mit den Sprachphilosophien von Friedrich Nietzsche, Alexander Bryan Johnson und Fritz Mauthner, schloss er 1979 seine Habilitation ab. 1981 konvertierte Gustafsson, der 1982 die Jüdin Alexandra Chasnoff heiratete, zum Judentum. Diesen Schritt begründete er mit privaten Motiven und seinem Respekt vor jüdischen Philosophen wie Martin Buber und Emmanuel Levinas. 1983 bis 2006 war er Professor für Germanistische Studien und Philosophie an der University of Texas in Austin/Texas. Seit Mai 2006 lebte er in Södermalm, Stockholm; die Sommermonate verbrachte er regelmäßig in Västmanland.
Im Jahre 2009 machte er anlässlich der Europawahl 2009 Schlagzeilen, als er mit einem Wahlaufruf offiziell die schwedische Piratenpartei unterstützte. Zur Begründung sagte der Autor:

„Letztlich geht es um das Bürgerrecht auf Information. Das ist wichtiger als das Urheberrecht.“

Am 25. August 2010 verließ Gustafsson die schwedische Piratenpartei aus Protest gegen die Zusammenarbeit mit dem Portal WikiLeaks, welchem er vorwarf, Todeslisten für die Taliban zu liefern.
Einer seiner zahlreichen Aufenthalte in Deutschland stand in Zusammenhang mit der Tübinger Poetik-Dozentur, an der sich Gustafsson 2005 als Dozent beteiligte. Seine Vorlesungen sind unter dem Titel Augenblick und Gedicht veröffentlicht.
Mit der Verleihung der Goethe-Medaille 2009 wurde Gustafsson für sein umfangreiches literarisches Werk und den darin enthaltenen starken Deutschlandbezug geehrt. Das Goethe-Institut hob in seiner Begründung hervor, der Autor habe „seit den 70er Jahren das deutsche Schwedenbild jenseits der großen Kinderbuchtradition und der populären schwedischen Kriminalliteratur geprägt.“ Besonders in seiner Pentalogie Risse in der Mauer schicke er den Leser auf eine Zeitreise durch die 1960er und 1970er Jahre Schwedens, die präzise und kritisch den Wandel im gesellschaftlichen Wertesystem verfolge.
Lars Gustafsson war unter anderem Mitglied der Akademie der Wissenschaften und der Literatur Mainz, der Akademie der Künste in Berlin, der Deutschen Akademie für Sprache und Dichtung in Darmstadt und der Bayerischen Akademie der Schönen Künste in München.
Er war von 1962 bis 1982 mit der Lyrikerin Madeleine Gustafsson verheiratet; aus der Ehe gingen zwei Kinder hervor. Mit seiner zweiten Frau Alexandra Chasnoff hatte er ebenfalls zwei Kinder. Im September 2005 heiratete er die Lehrerin Agneta Blomqvist, die Co-Autorin einiger Bücher von Lars Gustafsson ist.

## Künstlerisches Schaffen

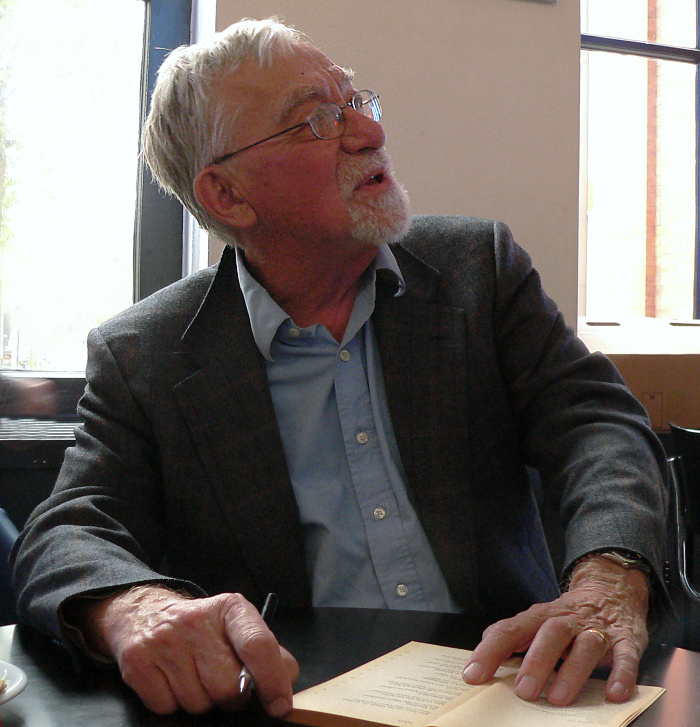
Beim Signieren, 2009

1957 gab er sein literarisches Debüt mit dem Roman Vägvila (Wegesrast), der eine Mischung aus Prosa und Lyrik darstellt. Sein erster Gedichtband, Ballongfararna (Die Ballonfahrer), erschien 1962.
In der Romanreihe Risse in der Mauer geht es um die späten 1960er und frühen 1970er Jahre. Der Band umfasst die Autobiographie Herr Gustafsson persönlich (1972), den Schulroman Wollsachen (1974) sowie Familientreffen (1976), Sigismund (1977) und Tod eines Bienenzüchters (1978). Im Jahr 2003 wurde in Schweden der Roman Wollsachen unter dem Titel Sprickorna i muren (Risse in der Mauer) verfilmt.
Bei dem kurzen Roman Nachmittag eines Fliesenlegers (En kakelsättares eftermiddag, 1991) handelt es sich eher um eine philosophische Parabel über Sinn und Sinnlosigkeit des Lebens, dessen Geheimnisse vom Menschen nie wirklich entschlüsselt werden könnten.
Bezeichnenderweise sagt der Autor über sich selbst: „Ich neige dazu, mich als einen Philosophen zu betrachten, der die Literatur zu einem seiner Werkzeuge gemacht hat.“ Umgekehrt spiegelt aber auch sein philosophisches Werk seine literarischen Interessen, hat er sich doch besonders mit Sinn und Bedeutung, mit Mehrsprachigkeit und Kreativität auseinandergesetzt.
In dem 1993 veröffentlichten Roman Historien med hunden (deutsch 1994 Die Sache mit dem Hund) verarbeitet der Autor die posthum aufgedeckten Artikel des Wissenschaftlers Paul de Man.
In Geheimnisse zwischen Liebenden (Tjänarinnan. En kärleksroman, 1996) geht es um einen erfolgreichen Mann von Ende 50, der sich nicht recht traut, der Liebe, die er für seine kolumbianische Putzfrau empfindet, Ausdruck zu verleihen.

## Auszeichnungen
- 1990: Großer Preis des Samfundet De Nio
- 1990: Bellman-Preis
- 2003: Aniara-Preis
- 2006: Gerard-Bonnier-Preis
- 2006: Tomas Tranströmerpriset
- 2009: Goethe-Medaille
- 2009: Selma-Lagerlöf-Preis
- 2014: Nordischer Preis der Schwedischen Akademie
- 2015: Thomas-Mann-Preis[6]
- 2016: Zbigniew-Herbert-Literaturpreis

## Werk (Auswahl)
- Vägvila, Roman, 1957.
- Poeten Brombergs sista dagar och död, Roman, 1959.
- Bröderna, Roman, 1960.
- Ballongfararna, Gedichte 1962.
- En förmiddag i Sverige, Gedichte, 1963.
- En resa till jordens medelpunkt och andra dikter, Gedichte, 1966.
- Den egentliga berättelsen om herr Arenander, Roman, 1966. - Der eigentliche Bericht über Herrn Arenander. Deutsch von Gustav Adolf Modersohn, Carl Hanser Verlag, München 1969.
- Die Maschinen. Gedichte. Deutsch von Hans Magnus Enzensberger, Carl Hanser Verlag, München 1967. [Auswahl aus Ballongfararna, En förmiddag i Sverige und En resa till jordens medelpunkt och andra dikter.]
- Förberedelser till flykt och andra berättelser, Erzählungen, 1967.
- Bakunins Reise. Thorn. Deutsch von Jürg Mahner, Literarisches Colloquium, Berlin 1968. [Erzählungen aus dem Band Förberedelser till flykt och andra berättelser.]
- Utopier och andra essäer om dikt och liv, Essays, 1969. - Utopien. Deutsch von Hanns Grössel, Carl Hanser Verlag (Edition Hanser), München 1970.
- Kärleksförklaring till en sefardisk dam, Gedichte, 1970.
- Herr Gustafsson själv, Roman, 1971. -  Herr Gustafsson persönlich. Deutsch von Verena Reichel, Carl Hanser Verlag, München 1972.
- Varma rum och kalla, Gedichte, 1972.
- Yllet, Roman, 1973. - Wollsachen. Deutsch von Verena Reichel, Carl Hanser Verlag, München 1974.
- Eine Insel in der Nähe von Magora. Gesammelte Erzählungen und Gedichte. Fischer Verlag, Frankfurt am main 1973.
- Den onödiga samtiden, Essay, 1974, gemeinsam mit Jan Myrdal. - Die unnötige Gegenwart. Deutsch von Verena Reichel. Carl Hanser Verlag, München 1975.
- Världsdelar, Reiseberichte, 1975.
- Familjefesten, Roman, 1975. - Das Familientreffen. Deutsch von Verena Reichel, Carl Hanser Verlag, München 1976.
- Sigismund. Ur en polsk barockfurstes minnen, Roman, 1976. - Sigismund. Aus den Erinnerungen eines polnischen Barockfürsten, Carl Hanser Verlag, München 1977.
- Tennisspelarna, Roman, 1977. - Die Tennisspieler. Deutsch von Verena Reichel, Carl Hanser Verlag, München 1979.
- Den lilla världen. Om märkvärdigheter uti människorna, Prosastücke, 1977.
- Sonetter, Gedichte, 1977.
- En biodlares död, Roman, 1978. - Der Tod eines Bienenzüchters. Deutsch von Verena Reichel, Carl Hanser Verlag, München 1978.
- I mikroskopet. Banaliteter och brottstycken, Prosastücke, 1979.
- Språk och lögn. En essä om språkfilosofisk extremism i nittonde århundradet; Habilschrift, 1978. - Sprache und Lüge. Drei sprachphilosophische Extremisten: Friedrich Nietzsche, Alexander Bryan Johnson, Fritz Mauthner. Deutsch von Susanne Seul, Carl Hanser Verlag, München 1980.
- Artesiska brunnar, cartesianska drömmar. Tjugotvå lärodikter, Gedichte, 1980.
- Berättelser om lyckliga människor, Erzählungen, 1981. - Erzählungen von glücklichen Menschen. Deutsch von Verena Reichel, Carl Hanser Verlag, München 1981.
- För liberalismen, Streitschrift, 1981.
- Världens tystnad före Bach, Gedichte, 1982.
- Die Stille der Welt vor Bach. Gedichte. Deutsch von Hans-Magnus Enzensberger, Hanns Grössel, Anna-Liese Kornitzky und Verena Reichel, Carl Hanser Verlag, München 1982. [Auswahl aus verschiedenen Gedichtbänden.]
- Eine Liebe zur Sache. Deutsch von Ruprecht Volz, Carl Hanser Verlag, München 1983. [Auswahl aus Den Lilla Världen und I mikroskopet.]
- Sorgemusik för frimurare, Roman, 1983. - Trauermusik. Deutsch von Verena Reichel, Carl Hanser Verlag, München 1984.
- Fåglarna, Gedichte, 1984.
- Bernard Foys tredje rockad, Roman, 1986. - Die dritte Rochade des Bernard Foy. Deutsch von Verena Reichel, Carl Hanser Verlag, München 1986.
- Die Kunst den November zu überstehen und andere Geschichten. Deutsch von Hans Magnus Enzensberger, Hanns Grössel, Jürg Mahner und Verena Reichel, Carl Hanser Verlag, München 1988. [Auswahl aus verschiedenen Erzählbänden.]
- Fyra poeter, Gedichte, 1988. - Vier Poeten. Deutsch von Verena Reichel, Renner Verlag (Edition Petrarca), München 1991.
- Det sällsamma djuret från norr, Science-Fiction, 1988. - Das seltsame Tier aus dem Norden und andere Merkwürdigkeiten. Deutsch von Verena Reichel, Carl Hanser Verlag, München 1989.
- Förberedelser för vintersäsongen, Gedichte, 1990.
- En kakelsättares eftermiddag, Roman 1991. - Nachmittag eines Fliesenlegers. Deutsch von Verena Reichel, Carl Hanser Verlag, München 1991.
- Historien med hunden, Roman, 1993. - Die Sache mit dem Hund. Deutsch von Verena Reichel, Carl Hanser Verlag, München 1994.
- Ett minnespalats. Vertikala memoarer, Memoiren, 1994. - Palast der Erinnerung. Deutsch von Verena Reichel, Carl Hanser Verlag, München 1996.
- Stenkista, Gedichte, 1994.
- Tjänarinnan. En kärleksroman, Roman, 1996. - Geheimnisse zwischen Liebenden. Deutsch von Verena Reichel, Carl Hanser Verlag, München 1997.
- Variationer över ett tema av Silfverstolpe, Gedichte, 1996.
- Windy berättar, Roman, 1999. - Windy erzählt. Deutsch von Verena Reichel, Carl Hanser Verlag, München 1999.
- Blom och den andra magentan, Kinderbuch, 2001. - Blom und die zweite Magenta. Deutsch von Verena Reichel, Carl Hanser Verlag, München 2001.
- En tid i Xanadu, Gedichte, 2002. - Auszug aus Xanadu. Deutsch von Hans Magnus Enzensberger und Verena Reichel, Carl Hanser Verlag, München 2003.
- Dekanen, Roman, 2003. - Der Dekan. Aus Spencer C. Spencers hinterlassenen Papieren. Deutsch von Verena Reichel, Carl Hanser Verlag, München 2004.
- Augenblick und Gedicht. Tübinger Poetik-Dozentur 2005. Herausgegeben von Dorothee Kimmich, Swiridoff Verlag, Künzelsau 2006.
- Den amerikanska flickans söndagar. En versberättelse, Verserzählung, 2006. - Die Sonntage des amerikanischen Mädchens. Deutsch von Verena Reichel, Edition Lyrik Kabinett Carl Hanser Verlag, München 2008. ISBN 978-3-446-20927-5
- Herr Gustafssons familjebok, gemeinsam mit Agneta Blomqvist, 2006. - Alles, was man braucht. Ein Handbuch für das Leben. Deutsch von Verena Reichel, Carl Hanser Verlag, München 2010.
- Fru Sorgedahls vackra vita armar, Roman, 2008. - Frau Sorgedahls schöne weiße Arme. Deutsch von Verena Reichel, Carl Hanser Verlag, München 2009, ISBN 978-3-446-23273-0.
- Mot noll. Matematiska fantasier, 2011. - Gegen Null. Eine mathematische Fantasie. Deutsch von Barbara M. Karlson, Secession Verlag, Zürich 2011.
- Mannen på den blå cykeln, Roman, 2012. - Der Mann auf dem blauen Fahrrad. Deutsch von Verena Reichel, Carl Hanser Verlag, München 2013, ISBN 978-3-446-24335-4.
- Elden och döttrarna. Valda och nya dikter, Gedichte, 2012. - Das Feuer und die Töchter. Deutsch von Barbara M. Karlson, Carl Hanser Verlag, München 2014, ISBN 978-3-446-24473-3.
- Das Lächeln der Mittsommernacht. Bilder aus Schweden, Reisebuch, gemeinsam mit Agneta Blomqvist. Deutsch von Verena Reichel, Carl Hanser Verlag, München 2013, ISBN 978-3-446-23978-4.
- Doktor Wassers recept, Roman, 2015. - Doktor Wassers Rezept. Deutsch von Verena Reichel, Carl Hanser Verlag, München 2016, ISBN 978-3-446-25051-2.
- Der optische Telegraf, Secession Verlag für Literatur, 2018, ISBN 978-3-906910-38-3.
- Etüden für eine alte Schreibmaschine, Gedichte, Deutsch von Verena Reichel, Carl Hanser Verlag, München 2019, ISBN 978-3-446-26167-9.
- Dr. Weiss’ letzter Auftrag, aus dem Schwedischen von Verena Reichel, Wallstein, Göttingen 2020, ISBN 978-3-8353-3604-9.
- Doppelleben, gemeinsam mit Agneta Blomqvist. Deutsch von Verena Reichel, Carl Hanser Verlag, München 2020, ISBN 978-3-446-26561-5.

## Film
- 1977: Lars Gustafsson. Eine Produktion des Saarländischen Rundfunks/Fernsehen (45 Minuten). Buch und Regie: Klaus Peter Dencker